# Ming Jung-lö kínai császár
Ming Jung-lö (明永樂, Míng Yǒnglè), (Nanking, 1360. május 2. – Belső-Mongólia Autonóm Terület, 1424. augusztus 12. vagy 1424. augusztus 5.) 1402. július 17. és 1424. augusztus 12. között Kína császára, a Ming-dinasztia harmadik császára. Országlása alatt épült fel 1405 és 1421 között a Tiltott Város Pekingben. Kínát újra politikai, gazdasági, katonai nagyhatalommá tette.

## Élete
Csu Ti (Zhū Dì) (朱棣) néven született 1360 május 2-án. Az apja neki ígérte a Peking körül elterülő Jen (Yán) hercegséget. Úgy érezte nem veszik számításba a trón lehetséges örököseként, ezért 1402-ben megdöntötte a törvényes császárt, Ming Csien Vent, majd a fővárosban, Pekingben elfoglalta a trónt. Ezután megerősítendő a hatalmát, meggyilkoltatta a korábbi császár 20 000 hívét. Nemcsak építőként, hanem a tudományok pártfogójaként is kitűnt: 1407-től kezdve a 10 000 kötetes Jung-lö (Yongle)-enciklopédiába gyűjtette össze a kor tudásanyagát.

## Tengeri utak Zheng He eunuch vezetése alatt
Főadmirálisát, Cseng Hót (Zheng Hét) 1405-ben 35 országgal létesítendő kereskedelmi kapcsolat létesítésével bízta meg. Cseng Ho (Zheng He) és a kilencárbócos hajókból álló Kincses Flotta 1405 és 1433 között hét tengeri expedícióval bejárta Indiát, Szumátrát, Jávát, Perzsiát, Arábiát, 1416-ban még Kelet-Afrikába is eljutott, onnan zsiráfot adományozva a császárnak. A fent említett térségeket fel is térképezték. Hajóflottája rizst, lovakat, sertést, búzát, kölest, káposztát, citromot, narancsot, mirhát, zabot, árpát, szilvát, őszibarackot, aranyat, ezüstöt, szőnyegeket szállított. Jung-lö (Yongle) 1424-ben bekövetkezett halála után betiltották a külkereskedelmet, a hajóépítést, Cseng Ho (Zheng He) feljegyzéseit pedig megsemmisítették a kínai mandarinok.

## Lásd még
- A Ming-dinasztia családfája

| Előző uralkodó: Ming Csien Ven | Kínai császár 1402 – 1424 | Következő uralkodó: Ming Hung-hszi |